# 배창복
배창복(裵昌馥, 1974년~ )은 대한민국의 KBS 아나운서이다.
충청북도 충주시 출신으로, 서울시립대학교에서 국문학과를 졸업한 2000년에 KBS 공채 26기 아나운서로 입사하였다. TV에서는 뉴스5(월~금), 주로 목소리와 내레이션, TV 진행을 담당하고 있으며, 개그맨 유재석과 얼굴이 닮아 아나운서계의 유재석으로 떠올랐다.

## 학력
- 충주고등학교 졸업[1]
- 서울시립대학교 국어국문학 학사

## 경력
- 2000년 4월: KBS 26기 공채 아나운서(KBS제주방송총국 지역근무)
- 2019년 : KBS 아나운서실 현업지원부장

## 방송 진행/출연 방송

### 텔레비전
| 연도           | 방송사    | 프로그램                                             | 담당         | 진행 기간                          | 비고                                                                                                 |
| -------------- | --------- | ---------------------------------------------------- | ------------ | ---------------------------------- | --- |
| 2000.5 ~2001.4 | KBS제주1  | 열려라 동요세상 (제주)                               | 진행         |                                    | 제주총국 지역근무 진행 당시                                                                          |
| 2006           | KBS1      | KBS 바둑왕전                                         | 사회자       |                                    | 제25기 시상식 진행자                                                                                 |
| 2006           | KBS1      | 도전! 골든벨                                         | 특별출연     | 2010년 8월 22일                    | 538회 충북 충주고(78대 골든벨 고건호-당시 3학년) 편 출신 동문으로 출연                               |
| 2012 ~ 2013    | KBS1      | KBS 오후 2시 뉴스                                    | 진행         | 2012년 2월 27일 ~ 2013년 4월 5일   | 평일 오후 2시                                                                                        |
| 2011           | KBS2      | KBS 뉴스타임 (일요일)                                | 진행         | 2011년 1월 2일 ~ 2011년 11월 6일   | 일요일                                                                                               |
| 2007 ~ 2013    | KBS1      | 현장르포 동행                                        | 내레이션     | 2007년 11월 8일 ~ 2013년 12월 28일 | |
| 2011 ~ 2013    | KBS1      | 글로벌 성공시대                                      | 내레이션     | 2011년 6월 4일 ~ 2013년 10월 19일  | |
|                | KBS1      | 역사스페셜                                           | 내레이션     |                                    | |
| 2015           | KBS1      | 광복70년 특집다큐 《항일 무장 투쟁의 선구자 김규홍》 | 내레이션     | 2017년 8월 20일                    | 광복70년 특집                                                                                        |
| 2016           | KBS1      | 공사창립특집 《불멸의 청년, 윤동주》                 | 내레이션     | 2016년 3월 6일                     | 공사창립 43주년 특집                                                                                 |
| 2017           | KBS1      | KBS 스페셜                                           | 내레이션     | 2017년 2월 10일                    | <블랙리스트>                                                                                         |
| 2017           | KBS1      | KBS 스페셜                                           | 내레이션     | 2017년 4월 6일                     | <세월호 특별기획> 3년 세월의 시간                                                                    |
| 2018           | KBS1      | KBS 스페셜                                           | 내레이션     | 2018년 4월 28일                    | <남북정상회담 특집> 종전 한반도 평화의 문을 열다                                                     |
| 2018           | KBS1      | KBS 스페셜                                           | 내레이션     | 2018년 11월 1일                    | 우주탐사 60년 신비로운 태양계                                                                        |
| 2011           | KBS1      | 다큐On                                               | 내레이션     | 2018년 4월 28일                    | 100회 : 게임 1부 - 게임, 미래를 그리다                                                               |
| 2011           | KBS1      | 다큐On                                               | 내레이션     | 2018년 11월 1일                    | 101회 : 게임 2부 - 게임, 변신을 꿈꾸다                                                               |
|                | KBS1 KBS2 | 재난방송 주관방송사 캠페인                           | 안내         |                                    | 해당 채널 멘트 안내자                                                                                |
|                | KBS1      | KBS 뉴스 (주말)                                      | 앵커         |                                    | |
|                | KBS1      | 생로병사의 비밀                                      | 내레이션     |                                    | |
| 2013 ~ 2015    | KBS1      | 남북의 창                                            | 내레이션     |                                    | [클로즈 업 북한]] 코너                                                                               |
| 2014           | KBS1      | KBS 뉴스 5                                           | 임시진행     | 11월 24일~11월 28일                | |
| 2021 ~ 2024    | KBS1      | KBS 뉴스 5                                           | 진행         | 2021년 6월 14일 ~ 2024년 5월 17일  | |
| 2023           | KBS1      | KBS 뉴스특보                                         | 특별앵커     | 7월 11일                           | 오후 5시 특보 및 방송분                                                                              |
| 2023           | KBS1      | KBS 뉴스특보                                         | 특별앵커     | 7월 14일                           | 오후 5시 특보 및 방송분                                                                              |
| 2023           | KBS1      | KBS 뉴스특보                                         | 특별앵커     | 7월 17일                           | 오후 5시 특보 및 방송분                                                                              |
|                | KBS1      | KBS 뉴스 옴부즈맨                                    | 내레이션     |                                    | |
| 2022           | KBS1      | KBS 뉴스광장                                         | 임시진행     | 3월 26일                           | 토요일 임시진행                                                                                      |
| 2024           | KBS1      | KBS 뉴스 7                                           | 진행취소     | 5월 20일                           | 새 남자앵커 진행취소                                                                                 |
| 2024           | KBS1      | 저출생 위기대응 특별 생방송 - 1부 아이 없는 사회     | 공동MC취소   | 2024년 7월 11일                    | 저출산 위기대응 특별 생중계 1부                                                                      |
| 2024           | KBS1      | 아침마당                                             | 임시진행취소 | 9월 9일 ~ 9월 13일                 | 9735회<월요토크쇼 명불허전<별이 된 트로트 전설, 故 현철> ~ 9738회 꽃피는 인생수업《몸의 혁명, 해독》 |
| 2024           | KBS1      | KBS 뉴스 12                                          | 임시진행취소 | 10월 28일 ~ 11월 1일(이후)         | 임시 남자앵커 이후 임시진행취소                                                                      |
| 2025           | KBS1      | 6시 내고향                                           | 진행취소     | 2025년 4월 1일                     | 8251회 새 남자MC 진행취소                                                                            |

### 라디오
- KBS 제1FM《KBS 음악실》
- KBS 제1FM 《FM 우리가곡》진행
- KBS 제1라디오 《KBS 제1라디오 아침종합뉴스》진행
- KBS 제1라디오 《주말 생방송 정보쇼》진행 (2021년 2월 6일 ~ 2021년 8월 8일)
- KBS 한민족방송 《보고 싶은 얼굴 그리운 목소리》

### 현재 방송중인 프로그램
- KBS 클래식FM 《정다운 가곡》 진행
- KBS 3라디오《오늘의 신문 1부》
- KBS 1TV《현장르포 동행》내레이션

### 드라마
- KBS 2TV《빨강구두》 - Alida Chelli의 노래, Sinno Me Moro (Amore Mio)를 소개하는 라디오 DJ 역 (목소리 출연, 41회)
- KBS 2TV《순정복서》 - TV 화면 속 KBX 뉴스 앵커 역 (특별출연)

## 같이 보기 (관련 인물)
- 표영준 前 아나운서
- 유재석 개그맨